# آسفالتین
آسفالتین (انگلیسی: Asphaltene) ترکیبات سنگینی از جنس ساختارهای هیدروکربن آروماتیکی می‌باشند، که در نفت خام به‌صورت معلق یافت می‌شوند و به‌وسیله رزین‎ها، به‌عنوان عامل نگهدارنده، احاطه شده‌اند. عوامل تشکیل رسوب آسفالتین در مخازن نفتی به تغییرات فشار، دما یا ترکیب نفت بستگی دارد که این عوامل سبب به هم خوردن تعادل شیمیایی موجود در مخزن و چاه شده، که در نتیجه باعث تشکیل رسوب می‌شود.
آسفالتین‌ها دارای بار الکتریکی نیز می‎باشند و به تنهایی مولکولی با یک ساختار یکنواخت محسوب نمی‌شوند، بلکه دسته‎ای از مولکول‌ها را شامل می‎شوند و دارای عناصری همچون گوگرد، اکسیژن و نیتروژن، همچنین فلزاتی مانند نیکل و وانادیم می‎باشند. پنتان و هپتان نرمال دو ماده‎ای هستند که اغلب برای جداسازی آسفالتین از نفت خام مورد استفاده قرار می‎گیرند. واکس‎ها و رزین‎ها در نفت حل می‎شوند، در حالیکه آسفالتین‎ها اغلب به‌صورت حل‌نشده و در حالت کلوئیدی باقی می‎مانند.
رسوب آسفالتین در مخازن نفتی، یکی از موارد بسیار مهم در کنترل تولید بهینه از مخازن می‌باشد. انسداد در محیط متخلخل سازندهای نفتی، دهانه و درون چاه، همچنین در تأسیسات فرآورشی و خطوط انتقال، از مشکلات بسیار جدی تولید نفت‌های آسفالتینی می‌باشد.